# 2月3日 (旧暦)
旧暦2月3日（きゅうれきにがつみっか）は、旧暦2月の3日目である。六曜は仏滅である。

## できごと
- 文保元年（ユリウス暦1317年3月16日） - 正和から文保に改元
- 享保2年（グレゴリオ暦1717年3月15日） - 徳川吉宗が普請奉行・大岡忠相を江戸南町奉行に抜擢
- 万延2年（グレゴリオ暦1861年3月13日） - ロシア軍艦ポサドニック号、対馬芋崎を一時占拠。芋崎の永久租借を要求したが、約半年後に英国海軍の介入により退去。

## 誕生日
- 寛保3年（グレゴリオ暦1743年2月26日） - 塩原太助、豪商（+ 1816年）
- 文化13年（グレゴリオ暦1816年3月1日） - 河竹黙阿弥、歌舞伎作家（+ 1893年）
- 文政12年（グレゴリオ暦1829年3月7日） - 西周、啓蒙家 （+ 1897年）
- 弘化2年（グレゴリオ暦1845年3月10日） - 林甕臣、歌人・国語学者 （+ 1922年）

## 忌日
- 寛永14年（グレゴリオ暦1637年2月27日） - 本阿弥光悦、書家・工芸家 （* 1558年）